# Jüdisches Gemeindehaus (Gliwice)
Koordinaten: 50° 17′ 41,9″ N, 18° 40′ 1,4″ O

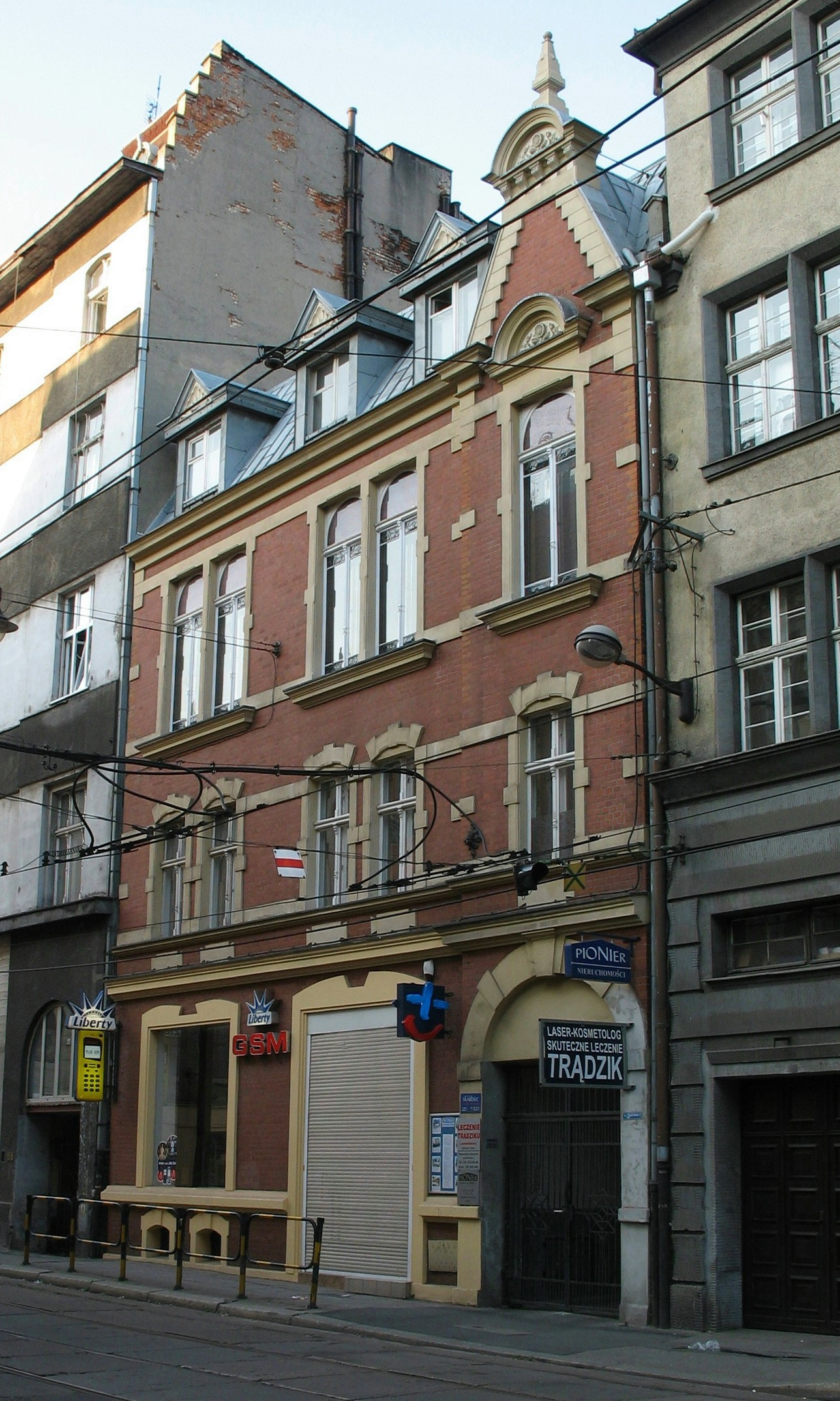
Gemeindehaus in Gliwice

Das Gemeindehaus der jüdischen Gemeinde in Gliwice (Gleiwitz) befindet sich in der Innenstadt.
Das Gebäude, das die neue orthodoxe jüdische Gemeinde nach 1945 bezogen hat, befindet sich an der Ulica Dolnych Wałów 9 (Niederwallstraße). Die orthodoxen Juden stammten meist aus dem ehemaligen Ostpolen.
Das Gebäude wurde 1909 ursprünglich von der reformierten jüdischen Gemeinde aus Gleiwitz erbaut.